# غردو السفلي (ده كردي)
غردو السفلی (بالفارسية: گردوسر سفلی) هي قرية تقع في إيران في البلدة المركزية.